# Trockenlöschfahrzeug

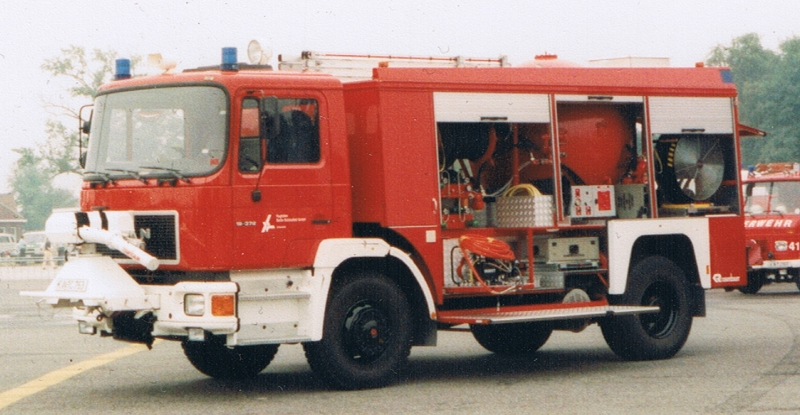
PLF 3000

Das Trockenlöschfahrzeug oder Pulverlöschfahrzeug (Abkürzungen: TroLF und PLF) ist ein nicht mehr genormtes Feuerwehrfahrzeug in Deutschland (Sonderlöschfahrzeug). 
Das TroLF hat eine Pulverlöschanlage und eine kleine feuerwehrtechnische Beladung. Sein Einsatzzweck ist das Löschen von Bränden ohne den Einsatz von Wasser. Dies ist z. B. dann notwendig, wenn brennende Substanzen oder in der Nähe eines Brandherdes gelagerte Substanzen empfindlich auf Kontakt mit Wasser reagieren würden (das Metall Natrium z. B. kann beim Kontakt mit Wasser zu brennen beginnen). Stattdessen kommt ein brandhemmendes Pulver als Löschmittel zum Einsatz. Zu finden sind diese Fahrzeuge überwiegend bei Flughafenfeuerwehren sowie bei Werk- und Betriebsfeuerwehren der Metall- und Chemie-Industrie.
Es gibt Trockenlöschfahrzeuge auf Fahrgestellen verschiedener Nutzfahrzeughersteller. Die gängigsten Aufbauhersteller sind TOTAL WALTHER und Minimax/Rosenbauer. In der Vergangenheit spielte auch Magirus-Deutz eine bedeutende Rolle. 
Gängig sind die folgenden Typen (die Ziffer nach der Abkürzung gibt das Fassungsvermögen des Löschpulver-Behälters in Kilogramm an):
- TroLF 500
- TroLF 750 (diese Variante war früher sogar DIN-genormt)
- TroLF 1500
- TroLF 2000
- TroLF 3000

## Ähnliche Fahrzeuge
- Trockentanklöschfahrzeug
- Pulverlöschanhänger